# Barbus ercisianus
Barbus ercisianus är en fiskart som beskrevs av Karaman, 1971. Barbus ercisianus ingår i släktet Barbus och familjen karpfiskar. Inga underarter finns listade.